# Demonocracy
Demonocracy är det amerikanska death metal-bandet Job for a Cowboys tredje studioalbum, släppt april 2012 av skivbolaget Metal Blade Records.

## Låtförteckning
1. "Children of Deceit" – 4:36
2. "Nourishment Through Bloodshed" – 3:42
3. "Imperium Wolves" – 4:48
4. "Tongueless and Bound" – 4:03
5. "Black Discharge" – 3:55
6. "The Manipulation Stream" – 4:40
7. "The Deity Misconception" – 4:05
8. "Fearmonger" – 4:18
9. "Tarnished Gluttony" – 6:15

## Medverkande
Musiker (Job for a Cowboy-medlemmar)
- Jonny Davy – sång
- Tony Sannicandro – gitarr
- Alan Glassman – gitarr
- Nick Schendzielos – basgitarr
- Jon "The Charn" Rice – trummor

Produktion
- Jason Suecof – producent, ljudtekniker, ljudmix
- Alan Douches – mastering
- Brent Elliott White – omslagskonst